# Папуа Нова Гвинеја на Светском првенству у атлетици у дворани 2012.
Папуа Нова Гвинеја је учествовала на Светском првенству у атлетици у дворани 2012. одржаном у Истанбулу од 9. до 11. марта десети пут. Репрезентацију Папуе Нове Гвинеје представљала су два такмичара (1 мушкарац и 1 жена), који су се такмичили у две дисциплине.
Папуа Нова Гвинеја није освојила ниједну медаљу нити је остварен неки рекорд.

## Учесници
| Мушкарци: - Wala Gime — 400 м | Жене: - Шарон Кварула — 400 м |  |

## Резултати

### Мушкарци
| Атлетичар | Дисциплина | Лични рекорд | Квалификације | Квалификације | Полуфинале           | Полуфинале           | Финале               | Финале       | Детаљи |
| Атлетичар | Дисциплина | Лични рекорд | Резултат      | Место         | Резултат             | Место                | Резултат             | Место        | Детаљи |
| --------- | ---------- | ------------ | ------------- | ------------- | -------------------- | -------------------- | -------------------- | ------------ | ------ |
| Wala Gime | 400 м      | 48,79 НР     | 48,85         | 4. груп. 1    | Није се квалификовао | Није се квалификовао | Није се квалификовао | 21 / 31 (32) |        |

### Жене
| Атлетичарка   | Дисциплина | Лични рекорд | Квалификације | Квалификације | Полуфинале            | Полуфинале            | Финале                | Финале       | Детаљи |
| Атлетичарка   | Дисциплина | Лични рекорд | Резултат      | Место         | Резултат              | Место                 | Резултат              | Место        | Детаљи |
| ------------- | ---------- | ------------ | ------------- | ------------- | --------------------- | --------------------- | --------------------- | ------------ | ------ |
| Шарон Кварула | 400 м      | 58,23        | 59,56         | 5. у гр. 1    | Није се квалификовала | Није се квалификовала | Није се квалификовала | 24 / 30 (32) |        |